# Улан-Удэ — Романовка — Чита (автодорога)
Автодорога Улан-Удэ — Романовка — Чита — российская автомобильная дорога регионального значения. Неофициальное название — Читинский тракт. Ранее имела номер Р436.
Проходит по территории Заиграевского, Хоринского, Еравнинского, Баунтовского районов Республики Бурятия, и Читинского района и городского округа «Город Чита» Забайкальского края.
Длина — 554,4 км — от восточной границы городского округа Улан-Удэ до соединения с федеральной автомагистралью Р297 «Амур» на севере города Чита (Железнодорожный район, правый берег реки Читы). С историческим Романовским трактом, идущим от центральной части Читы, длина автодороги составляет около 560 километров.
На территории Республики Бурятия автодорога имеет идентификационный номер 81Р-002, с включением улиц Улан-Удэ от Нулевого километра Бурятии.
На территории Забайкальского края автодорога обозначается номером 76А-138, от границы с Бурятией до соединения с магистралью Р297 «Амур».

## Описание
Начинается на правобережье реки Уды на восточной границе Железнодорожного района Улан-Удэ, продолжением улицы Магистральной, направлением на северо-восток-восток. Около 250 км идёт, постепенно поднимаясь, по правому борту Удинской долины. В районе села Хоринск автодорога дважды пересекает реку, 3 км проходя по левому берегу Уды. В 15 км за селом Комсомольское трасса выходит в Сосново-Озёрскую котловину, где на протяжении 60 км идёт на северо-восток вдоль восточных берегов Еравнинских озёр. От озера Исинга автодорога 65 км идёт в таёжной местности по левому берегу реки Холой до села Романовка, где от трассы ответвляется на северо-восток региональная автодорога Р437 на Багдарин. От Романовки трасса идёт в юго-восточном направлении в горно-таёжной местности, от села Телемба поворачивает на юг. От границы Бурятии с Забайкальским краем дорога идёт по правому берегу реки Монгой, перед Яблоновым хребтом выходит на левый берег реки. Далее пересекает хребет с северо-запада на юго-восток, спускаясь в долину реки Читы. Затем идёт на юг по правобережью Читы, где на северной окраине города Чита соединяется с федеральной автомагистралью Р297 «Амур».

## Маршрут
(километраж может отличаться от установленного на трассе)

(в скобках — расстояние до центра населённого пункта)
Улан-Удэ
- 0 км — граница городского округа Улан-Удэ и Заиграевского района

Заиграевский район
- 5-й км — село Эрхирик (справа)
- 8-й км — улус Дабата (слева), отворот направо на мост через Уду (0,8 км) и далее к Заиграевскому шоссе на левобережье реки (3,7 км))
- 14-й км — отворот налево к улусу Нарын-Шибирь (1 км)
- 21-й км — отворот направо к селу Старый Онохой (2 км), отворот налево на улус Онохой-Шибирь (4,5 км)
- 24-й км — отворот направо к селу Старый Онохой (1,5 км) и мосту через Уду (0,5 км), и далее к центру пгт Онохой на левобережье реки (3 км)
- 30-й км — отворот налево на улус Добо-Ёнхор (3,5 км)
- 41-й км — село Нарын-Ацагат (слева)
- 44-й км — ответвление автодороги республиканского значения 03К-011 — отворот направо к Гортоповскому мосту через Уду (1,3 км) и далее выезд на Верхнеталецкий тракт на левобережье реки (2 км)
- 50-й км — село Первомаевка, отворот налево на улус Шулута (7 км)
- 53-й км — отворот налево на улус Хара-Шибирь (3,5 км)
- 56-й км — село Петропавловка
- 59-й км — мост через реку Курбу, отворот направо к селу Новая Курба (1,5 км), отворот налево на село Унэгэтэй (5.5 км)
- 66-й км — Гуджирное озеро (справа)
- 74-й км — отворот направо на улус Додо-Гол (5 км)
- 77-й км — граница Заиграевского и Хоринского районов, закусочные, шиномонтаж

Хоринский район
- 86-й км — отворот направо на мост через Уду (0,7 км), и далее к селу Верхние Тальцы на левобережье реки (4,5 км)
- 102-й км — ответвление налево Тэгдинского тракта: улус Барун-Хасурта (5 км), село Хасурта (25 км), улус Тэгда (40 км)
- Крайняя правая линия — это дорога110-й км — село Удинск

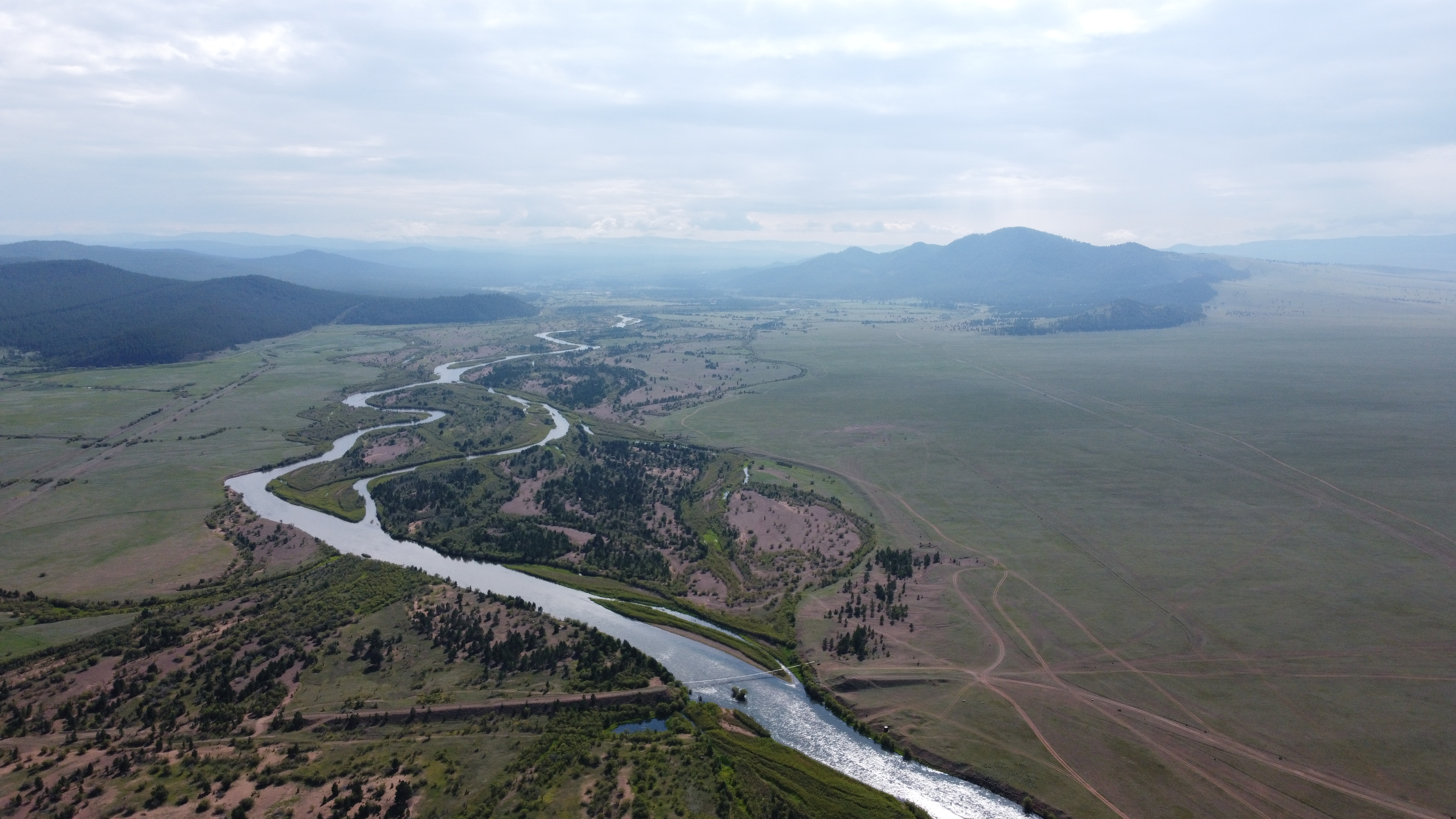
Крайняя правая линия — это дорога

- 120-й км — отворот налево к улусу Баян-Гол (1,5 км)
- 139-й км — улус Кульский Станок
- 149-й км — мост через реку Уда
- 150-й км — примыкание справа региональной автодороги 03К-010 Улан-Удэ — Заиграево — Кижинга — Хоринск, АЗС (справа), квартал Зауда села Хоринск
- 152-й км — мост через Уду, улица Первомайская, центр села Хоринск
- 155-й км — АЗС (слева), выезд из Хоринска
- 158-й км — село Анинск
- 162-й км — отворот налево на улус Алан (16 км)
- 173-й км — село Ониноборск (справа)
- 180-й км — отворот направо к улусу Булум (1 км)
- 194-й км — отворот налево на улус Ашанга (3,5 км)
- 203-й км — отворот налево на улус Амгаланта (4,5 км)
- 204-й км — отворот направо на село Георгиевское (3,5 км)
- 213-й км — граница Хоринского и Еравнинского районов

Еравнинский район
- 214-й км — мост через реку Маракту, закусочные, АЗС (справа), отворот направо на улус Усть-Эгита (6 км)
- 221-й км — мост через реку Поперечную (Эгита), отворот направо на улус Усть-Эгита (7 км)
- 224-й км — село Поперечное, отворот налево на село Эгита (5 км)
- 230-й км — посёлок Можайка (слева)
- 253-й км — село Комсомольское
- 265-й км — отворот налево на село Гонда (3 км)
- 274-й км — отворот налево к селу Укыр (2 км)
- 281-й км — въезд в село Сосново-Озёрское, АЗС (справа)
- 284-й км — Первомайская улица, центр села Сосново-Озёрское
- 286-й км — АЗС (справа)
- 288-й км — выезд из села Сосново-Озёрское, отворот направо на село Домна (10 км)
- 293-й км — отворот налево на посёлок Тулдун (12 км)
- 306-й км — посёлок Ширинга (слева)
- 316-й км — отворот налево на посёлок Гунда (5 км)
- 322-й км — отворот налево на посёлки Хорга (3 км) и Озёрный (18,5 км)
- 339-й км — село Исинга
- 343-й км — мост через реку Холой
- 369-й км — озеро Кучегор (справа)
- 382-й км — озеро Витлаус (справа)
- 386-й км — граница Еравнинского и Баунтовского районов

Баунтовский район
- 407-й км — село Романовка, АЗС (справа)
- 408-й км — центр села Романовка, ответвление налево региональной автодороги Р437 Романовка — Багдарин
- 409-й км — выезд из села Романовка, мост через реку Холой
- 428-й км — мост через реку Джидотта
- 440-й км — граница Баунтовского и Еравнинского районов

Еравнинский район
- 478-й км — село Телемба
- 482-й км — отворот направо на посёлок Целинный (35 км)
- 488-й км — мост через реку Конда
- 511-й км — граница Еравнинского района Бурятии и Читинского района Забайкальского края

Читинский район
- 517-й км — село Мухор-Кондуй (справа)
- 524-й км — ответвление направо автодороги на Ивано-Арахлейские озёра, село Иван-Озеро (22 км)
- 526-й км — озеро Монгой (справа)
- 533-й км — Яблоновый перевал
- 547-й км — отворот налево на село Верх-Чита (4,5 км)
- 551-й км — село Угдан

Городской округ город Чита
- 553-й км — АЗС (справа)
- 555-й км — город Чита, соединение с федеральной автомагистралью Р297 «Амур» и Романовским трактом
- 560-й км — соединение Романовского тракта с улицами Трактовой и Ковыльной